# Pablo Durán
Pablo Durán Fernández (Tomiño, 25 maggio 2001) è un calciatore spagnolo, attaccante del Celta Vigo.

## Carriera
Durán è cresciuto nel settore giovanile della squadra della sua città natale, l'AD Tomiño, che ha lasciato nel 2020 per unirsi al Porriño Industrial dove ha debuttato nel campionato galiziano. Nel 2021 ha firmato con il Compostela approdando in Segunda División RFEF e l'anno successivo è stato acquistato dal Celta Vigo, che lo ha assegnato alla squadra B.
Ha fatto il suo esordio in prima squadra il 29 ottobre 2022 nell'incontro di Primera División perso 3-1 contro l'Almería. Il 18 luglio 2024 è stato definitivamente promosso in prima squadra.

## Statistiche

### Presenze e reti nei club
Statistiche aggiornate al 19 ottobre 2024
| Stagione        | Squadra         | Campionato      | Campionato | Campionato | Coppe nazionali | Coppe nazionali | Coppe nazionali | Coppe continentali | Coppe continentali | Coppe continentali | Altre coppe | Altre coppe | Altre coppe | Totale | Totale | Totale |
| Stagione        | Squadra         | Comp            | Pres       | Reti       | Comp            | Pres            | Reti            | Comp               | Pres               | Reti               | Comp        | Pres        | Reti        | Pres   | Reti   |        |
| --------------- | --------------- | --------------- | ---------- | ---------- | --------------- | --------------- | --------------- | ------------------ | ------------------ | ------------------ | ----------- | ----------- | ----------- | ------ | ------ | ------ |
| 2021-2022       | Compostela      | SDR             | 32         | 8          | CR              | 0               | 0               | -                  | -                  | -                  | -           | -           | -           | 32     | 8      |        |
| 2022-2023       | Celta Vigo B    | PF              | 29         | 2          | -               | -               | -               | -                  | -                  | -                  | -           | -           | -           | 29     | 2      |        |
| 2023-2024       | Celta Vigo B    | PF              | 39         | 13         | -               | -               | -               | -                  | -                  | -                  | -           | -           | -           | 39     | 13     |        |
| 2022-2023       | Celta Vigo      | PD              | 4          | 0          | CR              | 1               | 0               | -                  | -                  | -                  | -           | -           | -           | 5      | 0      |        |
| 2023-2024       | Celta Vigo      | PD              | 0          | 0          | CR              | 0               | 0               | -                  | -                  | -                  | -           | -           | -           | 0      | 0      |        |
| 2024-2025       | Celta Vigo      | PD              | 6          | 2          | CR              | 0               | 0               | -                  | -                  | -                  | -           | -           | -           | 6      | 2      |        |
| Totale carriera | Totale carriera | Totale carriera | 110        | 25         |                 | 1               | 0               |                    | -                  | -                  |             | -           | -           | 111    | 25     |        |